# Подволочная (Пермский край)
Подволочная — деревня в Кудымкарском районе Пермского края. Входила в состав Верх-Иньвенского сельского поселения. Располагается юго-западнее от города Кудымкара. Расстояние до районного центра составляет 52 км. По данным Всероссийской переписи населения 2010 года, в деревне проживал 1 мужчина.

## История
По данным на 1 июля 1963 года, в деревне проживало 65 человек. Населённый пункт входил в состав Визяйского сельсовета.